# آلن هیل سینیور
آلن هیل (انگلیسی: Alan Hale, Sr.؛ ‏ ۱۰ فوریهٔ ۱۸۹۲ – ۲۲ ژانویهٔ ۱۹۵۰) بازیگر اهل ایالات متحده آمریکا بود. وی بین سال‌های ۱۸۹۹ تا ۱۹۵۰ میلادی فعالیت می‌کرد.

## گزیدهٔ فیلم‌شناسی
- مسیر سانتافه (۱۹۴۷)
- زنی با موهای شرابی بلوند (۱۹۴۱)
- ویرجینیا سیتی (۱۹۴۰)
- شهر داج (۱۹۳۹)
- ماجراهای رابین هود (۱۹۳۸)
- ماجراهای مارکو پولو (۱۹۳۸)
- الجزایر (۱۹۳۸)
- چهار مرد و یک نیت خیر (۱۹۳۸)
- استلا دالاس (۱۹۳۷)
- دلفریب (۱۹۳۷)
- روابط ما (۱۹۳۶)
- جنگ‌های صلیبی (۱۹۳۵)
- آخرین روزهای پمپی (۱۹۳۵)
- در یک شب اتفاق افتاد (۱۹۳۴)
- برادوی بیل (۱۹۳۴)
- تقلید زندگی (۱۹۳۴)
- پیرامون اسارت بشری (۱۹۳۴)
- آرزوهای بزرگ (۱۹۳۴)
- گناه مادلن کلوده (۱۹۳۱)
- فرود و فراز سوزان لنوکس (۱۹۳۱)
- شجاع‌دل (۱۹۲۵)
- شبی در رم (۱۹۲۴)
- واگن سرپوشیده (۱۹۲۳)
- رابین هود (۱۹۲۲)
- دیکتاتور (۱۹۲۲)
- چهار سوار سرنوشت (۱۹۲۱)